# Arg-é Kachmar
Le Arg-é Kachmar est une citadelle de la ville de Kachmar, en Iran.
Elle a été construite à l'époque Dynastie Kadjar,,